# Белокуракинский районный краеведческий музей
Белокуракинский районный краеведческий музей — краеведческий музей в пгт. Белокуракино Луганской области Украины.

## История
Музей создан на общественных началах по решению сессии районного совета 1978 году. Экспозиции размещались в двух комнатах районного Дома культуры общей площадью 48 м². Музейная коллекция насчитывала около 500 музейных предметов. В 2001 году музей получил статус районного и был переведен в отдельное помещение. В марте 2002 года новые экспозиции музея были открыты для посетителей.

## Описание
В музее хранятся коллекции предметов археологии, нумизматики, документов, фотографий, одежды и коллекция предметов быта.
Коллекции:
- Археологическая коллекция (65 предметов): изделия из кремня, керамики каменного и бронзового веков.
- Коллекция нумизматики (100 предметов): главным образом российские монеты разного номинала и года выпуска (древнейшая датируется 1893 годом).
- Коллекция документов (90 предметов): удостоверения, грамоты, членские билеты, паспорта, мандаты, благодарности, свидетельства и другие. Большинство из них периода Второй мировой войны (древнейший документ датируется 1898 годом).
- Коллекция фотографий (242 предмета): портреты, фотографии сюжетные и видовые(древнейшая фотография датированная 1897 годом).
- Коллекция полотенец и женской одежды (55 предметов): полотенца и рубашки русские, украинские, праздничные и обрядовые, из домотканого льняного полотна, вышитые в двухцветной красно-чёрной гамме.
- Коллекция предметов быта (150 единиц): орудия труда, посуда, предметы быта из дерева, металла, лозы и глины.

Музейные экспозиции расположены в трёх залах: зелёный, красный и голубой. В зелёном зале содержатся экспозиции, рассказывающие о природе, археологии и этнографии Белокуракинского района. Экспозиция красного зала посвящена гражданской и Второй мировой войне, освобождению Белокуракинщины от немецко-фашистских захватчиков и послевоенное восстановление района. Экспозиция голубого зала — о современном развитии родного края.